# Leptocleidus
Leptocleidus là một chi thằn lằn cổ rắn, được Andrews mô tả khoa học năm 1922.